# M. S. Krishnan
M. S. Krishnan (Maharajapuram Seetharaman Krishnan; * 24. August 1898 in Tanjore, heute Thanjavur; † 24. April 1970 bei Thanjavur) war ein indischer Geologe.

## Leben
Krishnan, der in bescheidenen Umständen in Tanjore aufwuchs, war ein brillanter Schüler und Student. Seine Muttersprache war Kannada. Er besuchte die Schule in Tanjore und das St. Joseph’s College in Tiruchirappalli. 1919 erwarb er einen Abschluss in Geologie am Presidency College in Madras. Er studierte mit einem Stipendium (Associateship of the Royal College of Science) am Imperial College, London und wurde von der University of London 1924 promoviert. Nach der Rückkehr arbeitete er für den Geological Survey of India (GSI). Er kartierte in Orissa, identifizierte die Gangpur-Formation (1937) und veröffentlichte über Bodenschätze wie Mangan, Gips, Glimmer, Kalkstein und Eisenerz in der früheren Präsidentschaft Madras (publiziert 1952). Außerdem befasste er sich mit der Petrografie der Girnar- und Osham-Berge in Gujarat (Kathiawar), Khondalit, Mineralien in Madhya Pradesh, der Vindhyan-Formation in Nordindien, den Flutbasalten der Dekkan-Trapps, dem Tertiär von Thanjavur und dem Verlauf in Mythen überlieferter oder angenommener Flüsse (Indobrahm, Sarasvati). 1935 war er Präsident der Sektion Geologie auf dem Indian Science Congress. Als Präsident des Geological Survey of India organisierte er die Ausbeute der in seiner Zeit als Direktor des Bereichs Süd des GSI entdeckten großen Lignit-Vorkommen in Neyveli und den Aufbau des Goldbergbaus in Karnataka. Er förderte die Geophysik, insbesondere zu Prospektionszwecken in Indien. 1953 veröffentlichte er eine Arbeit über die Abfolge der Orogenesen im Archaikum Indiens.
Neben seiner Tätigkeit beim Geological Survey, dessen erster in Indien gebürtiger Direktor er wurde, lehrte er 1920/21 Geologie am Presidency College in Madras, 1928 bis 1930 am Forest College in Dehradun und 1933 bis 1935 am Presidency College in Kalkutta. Er war Mitglied in zahlreichen indischen Komitees zu Geologie und Wissenschaft, aber auch zum Kohlebergbau. Ende der 1940er Jahre schlug er dessen Verstaatlichung vor. 1948 bis 1951 war er Leiter der indischen Bergbaubehörde (Indian Bureau of Mines), 1957/58 Direktor der Indian School of Mines in Dhanbad und 1958 bis 1960 Leiter der Fakultät für Geologie und Geophysik an der Andhra University in Visakhapatnam. 1961 bis 1963 war er Gründungsdirektor des nationalen indischen Instituts für Geophysik in Hyderabad. Bei einem Besuch seines Heimatorts bei Thanjavur erkrankte er und starb nach einer Unterleibsoperation.
Auf Vorschlag von Cyril S. Fox verfasste er eine neue Version des Standardwerks über die Geologie Indiens von Medlicott und Blanford vom Geological Survey (1879), da er bei der Lehre in Kalkutta bemerkte, das ein modernes Lehrbuch fehlte. 1940 entdeckte er einen 18 Meter langen kreidezeitlichen fossilen Baumstamm, der heute Teil des National Fossil Wood Park in Sathanur ist.
Nach der Unabhängigkeit Indiens wurde er 1947 in die USA geschickt, um sich in Bezug auf seltene Erden und radioaktive Mineralien fortzubilden, und organisierte dann die Suche nach diesen in Indien.
1970 erhielt er den Padma Bhushan. 1956 war er Präsident des Indian Science Congress.

## Schriften
- Geology of India and Burma, Madras, The Madras Law Journal Office 1943. 6 Auflagen, Archive. Das Buch wurde auch ins Russische übersetzt[3].
- Introduction to the Geology of India, 1944 (gekürzte Version seines Buchs von 1943)